# Fratzen
Fratzen ist ein Kartoffelgericht aus dem Erzgebirge. In der erzgebirgischen Mundart wird es „Fratzn“ gesprochen.
Bei diesem Gericht, einer speziellen Art von Kartoffelpuffern, werden rohe oder gekochte Kartoffeln gerieben, es werden im Gegensatz zu anderen Kartoffelpuffervarianten keine Hefe, kein Ei, kein Getreidemehl, keine Milch oder Buttermilch, keine Kräuter, keine anderen Wurzelgemüse verwendet. Die Fratzen sind weder gefüllt noch belegt und werden gewöhnlich nicht mit süßen Beilagen gereicht (aber zum Beispiel mit ungesüßtem Preiselbeermark). Fratzen sind von beiden Seiten gebraten und handtellergroß.
Fratzen mit rohen Kartoffeln werden als Griene Fratzn (grüne Fratzen) bezeichnet.